# Lago del Mucrone
El Lago del Mucrone es un lago alpino situado al norte Italia en la Provincia de Biella.

## Geografía
El lago del Mucrone toma su nombre desde el Monte Mucrone. Tiene una longitud de 215 m y 135 m de anchura, a una altitud de 1894 m.
El Río Oropa nace en el lago del Mucrone.

## Turismo
El lago se puede lograr desde Oropa con un teleférico que salva un desnivel de 654 m.